# 天主教瑪格麗塔教區
天主教瑪格麗塔教區（拉丁語：Dioecesis Margaritensis）是委內瑞拉一個羅馬天主教教區，屬庫馬納總教區。
教區成立於1969年7月18日，位於新埃斯帕塔州，教座位於瑪格麗塔島的首府拉亞松森。2004年有教友335,815人（佔轄區總人口84.2%）、廿九個堂區、卅一名司鐸。現任教區主教為威田南·若瑟·卡斯特羅-阿瓜約。